# Epirus (griechische Region)
Epirus (neugriechisch Ήπειρος Ípiros (f. sg.); altgriechisch Ἤπειρος Ḗpeiros, deutsch ‚Festland, Kontinent‘; albanisch Epir[-i]) ist eine Region im Nordwesten Griechenlands. Sie umfasst die südliche Hälfte der antiken Landschaft Epirus, deren Nordteil heute zu Albanien gehört. Epirus grenzt im Süden an den Ambrakischen Golf und die Landschaft Ätolien-Akarnanien und im Osten an Thessalien und Westmakedonien, von denen es durch das Pindosgebirge getrennt wird. Im Westen bildet die Küste des Ionischen Meeres die Grenze. Die Hauptstadt der Region ist Ioannina. Die heutige griechische Region umfasst ein Gebiet von 9.200 Quadratkilometern, hat etwa 350.000 Einwohner und gliedert sich in die Regionalbezirke Arta, Ioannina, Preveza und Thesprotia.

## Geographie

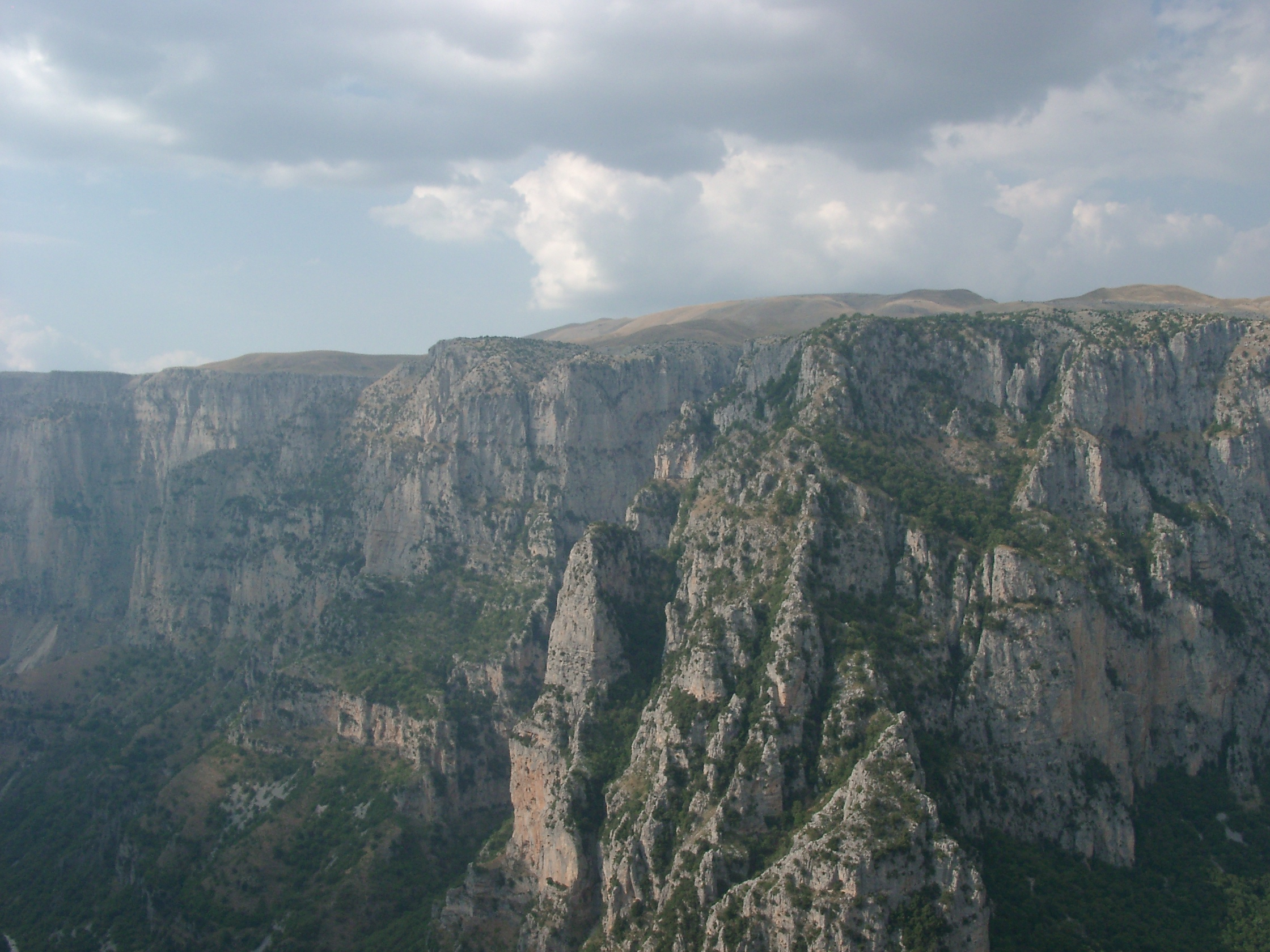
Vikos-Schlucht

Epirus hat einen bergigen Charakter. Im Nordwesten fallen die 2045 m hohen Keraunischen Berge (Albanien) steil zum Meer ab. Ganz im Norden an der Grenze zu Albanien steht der 2520 m hohe Grammos, weiter südlich der zweithöchste Berg Griechenlands, der 2637 m hohe Smolikas. Zwischen diesem Bergstock und Ioannina begrenzt der 2497 m hohe Tymfi den Vikos-Aoos-Nationalpark. Die im Osten zum Pindos gehörenden Berge wie etwa der Lakmos werden bis zu 2295 m hoch. Das innere Gebirge wird von einer Anzahl Flüsse durchbrochen.
Fast alle epirotischen Flüsse, der Inachos (Aspropótamos), Arachthos (Arta), Acheron (Phanariótikos) und Thyamis (Kalamás), haben eine nordsüdliche Ausrichtung. Nur der Aoos (Vjosa) fließt nach Nordwesten, über Albanien in die Adria.
Das ganze Land ist reich an Gewässern und Wäldern. Es gedeihen u. a. Eichen-, Buchen-, Kiefern- und Tannenwälder sowie an den Küsten und in den Ebenen Oliven.

## Geschichte

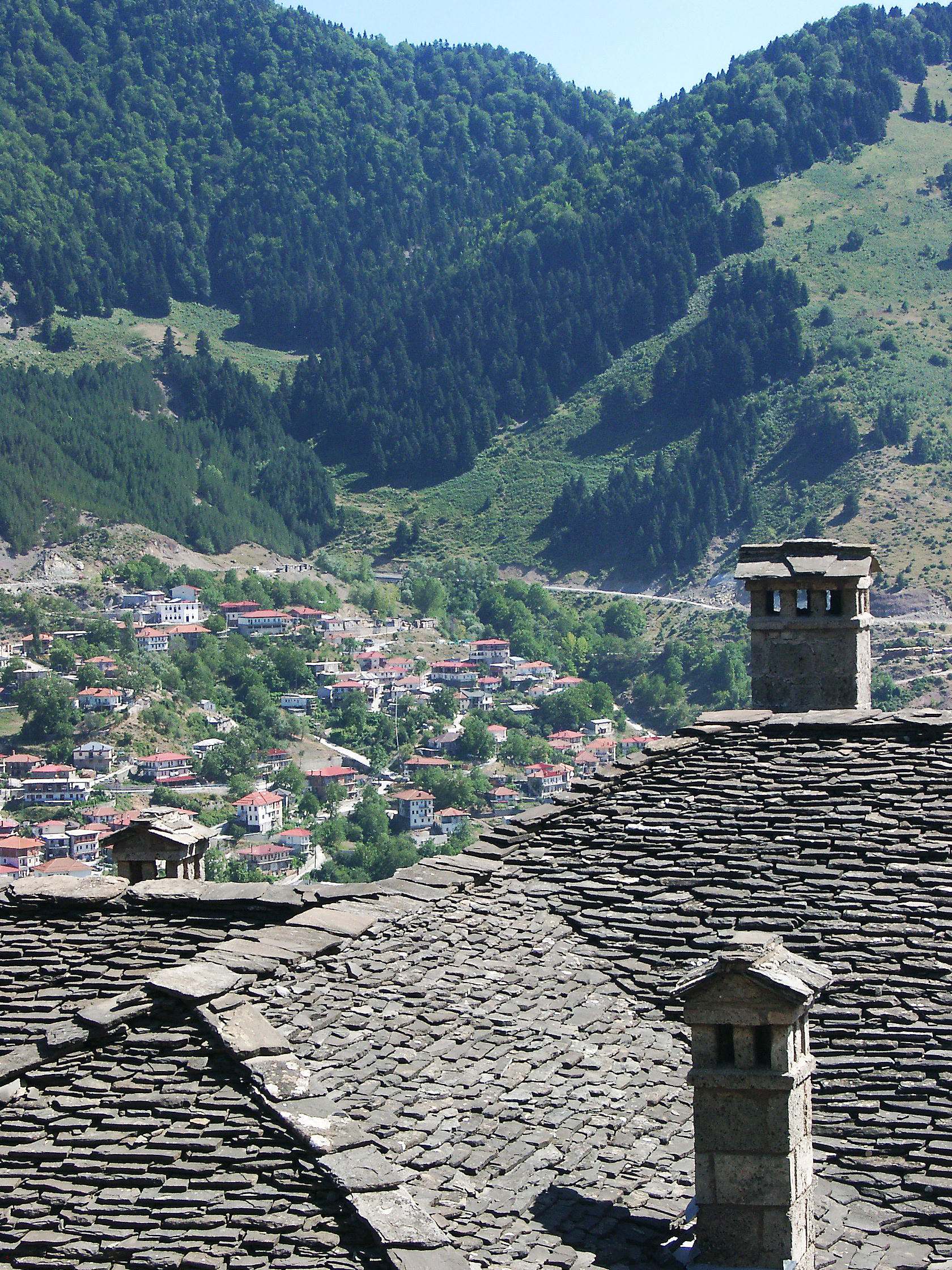
Blick über die Dächer von Metsovo auf die Umgebung

Siehe Ältere Geschichte: Epirus (historische Region)
Als Griechenland unabhängig wurde, verblieb Epirus beim Osmanischen Reich. Erst durch die Balkankriege 1912/13 konnten die Griechen den größten Teil von Epirus ihrem Staat anschließen, während der Norden mit Saranda, Delvina, Gjirokastra und Korça an Albanien fiel.
Mit dem Ausbruch des Ersten Weltkriegs 1914 zerfiel das eben unabhängig gewordene Albanien. Im März 1915 schlossen die Entente-Mächte ein Abkommen, wonach Italien den größten Teil Albaniens, Griechenland aber Nordepirus erhalten sollte. Doch konnten die Albaner die griechischen Besatzungstruppen nach Kriegsende vertreiben.
Von dem im April 1939 annektierten Albanien aus überfielen die Truppen des faschistischen Italien 1940 Griechenland, wurden aber zurückgeschlagen. Im Gegenzug konnten die Griechen wiederum Nordepirus beziehungsweise Südalbanien besetzen. Mit dem Eintritt Deutschlands in den Krieg auf dem Balkan im April 1941 änderte sich die Lage. Jugoslawien und Griechenland wurden von den Achsenmächten bald besiegt, und Epirus fiel unter italienisches Besatzungsregime. Die Berge von Epirus wurden eine der Hauptregionen des griechischen Widerstands gegen die Besatzer. Auch im griechischen Bürgerkrieg war Epirus stark umkämpft.

## Bevölkerung
Epirus wurde während des frühen Mittelalters von slawischen Stämmen besiedelt, aber das Ausmaß ihrer Siedlung ist schwer zu bemessen, da sie außer Ortsnamen wenig Spuren hinterlassen hat. Wlachen und Albaner werden erst ab dem 12. Jahrhundert in der Region gemeldet. Nach dem vierten Kreuzzug wurde Epirus ein Zufluchtsort für viele Griechen aus anderen Teilen des ehemaligen Byzantinischen Reichs, und in spätbyzantinischer Zeit (14.–15. Jahrhundert) wurde Epirus das Ziel einer albanischen Masseneinwanderung, so dass im späten 14. Jahrhundert große Teile des Binnenlandes von albanischen Stämmen besiedelt wurden, und kurzlebige albanische Fürstentümer über weite Teile der Region herrschten. Während des Bestandes des Serbischen Kaiserreichs wurde Epirus auch durch die Serben regiert, aber ihre Besiedlung war dünn, so dass sie leicht von der griechischen Mehrheit assimiliert werden konnten. Italiener übten politischen Einfluss und waren als Herrscher (unter den Tocci) und Händler anwesend, aber sie ließen sich nicht in größerer Anzahl in Epirus nieder.
In der osmanischen Zeit (nach 1430) kam es allmählich zu Islamisierungen, obwohl bis zum Ende der Türkenherrschaft die orthodoxen Christen (Albaner, Griechen und Wlachen) die Mehrheit der Bevölkerung stellten. Nach Statistiken des späten 19. und frühen 20. Jahrhunderts stellten die Albaner im gesamten Vilâyet Ioannina (dem späteren Griechisch-Epirus und Südalbanien) die Mehrheit der Bevölkerung mit rund 60 % dar, während Griechen etwa ein Drittel (überwiegend im Osten und Süden um Ioannina sowie in Nordepirus) und Wlachen 6–8 % der gesamten Bevölkerung ausmachten. Auf dem Gebiet der heutigen griechischen Region waren die Albaner vor allem entlang der Küste (Çamëria) konzentriert, die Griechen im Landesinneren und die Wlachen am Pindus-Gebirge.
Fernweidewirtschaft betreibt das Griechisch sprechende Nomadenvolk der Sarakatsanen zwischen Bulgarien, Nordmazedonien und Griechenland. Die Mitglieder dieser Volksgruppe treffen sich alljährlich im Hüttendorf von Giftókampos (bei Tsepelovo) am ersten Augustwochenende zum Feiern.
Nachdem der größte Teil von Epirus an Griechenland gefallen war, litt die albanische Bevölkerung an Diskriminierung, Assimilierung und Sprachverbot bis zum 2. Weltkrieg. Die Çamen wurden 1944 durch die Widerstandsgruppe EDES, aus ihrem Siedlungsgebiet nach Albanien vertrieben, weil ihnen Kollaboration mit der italienisch-deutschen Besatzungsmacht vorgeworfen wurde. Die EDES verübte in diesem Jahr nicht nur Vertreibungen von Tausenden Menschen, sondern auch Massaker und Vergewaltigungen, von denen es zahlreiche Berichte und bis heute noch Augenzeugen gibt. Heute weisen bis auf viele alte verlassene Häuser, Moscheen und Orte mit albanischer Etymologie nichts mehr auf die ehemalige große albanische Präsenz im griechischen Teil des Eprius hin.
Nach Erhebungen von ELSTAT aus dem Jahr 2011 leben in der Region über 94 % Griechen. Die griechischen Epiroten bekennen sich größtenteils zur orthodoxen Kirche.

## Regionalbezirke und Gemeinden
Die Region Epirus gliedert sich in vier Regionalbezirke, die den Gebieten der bis 2010 bestehenden Präfekturen entsprechen. Proportional zu deren Einwohnerzahl entsenden sie eine bestimmte Anzahl Abgeordneter in den 45-köpfigen Regionalrat.
| Regionalbezirk | Einwohner 2011 | Einwohner 2021 | Sitze | Gemeinden                                                                  |
| -------------- | -------------- | -------------- | ----- | -------------------------------------------------------------------------- |
| Arta           | 67.877         | 63.732         | 9     | Arta, Georgios Karaiskakis, Kendrika Tzoumerka, Nikolaos Skoufas           |
| Ioannina       | 167.901        | 160.773        | 22    | Dodoni, Ioannina, Konitsa, Metsovo, Pogoni, Voria Tzoumerka, Zagori, Zitsa |
| Preveza        | 57.491         | 54.682         | 8     | Parga, Preveza, Ziros                                                      |
| Thesprotia     | 43.587         | 40.804         | 6     | Filiates, Igoumenitsa, Souli                                               |
| Epirus         | 336.856        | 319.991        | 45    |                                                                            |

## Wirtschaft

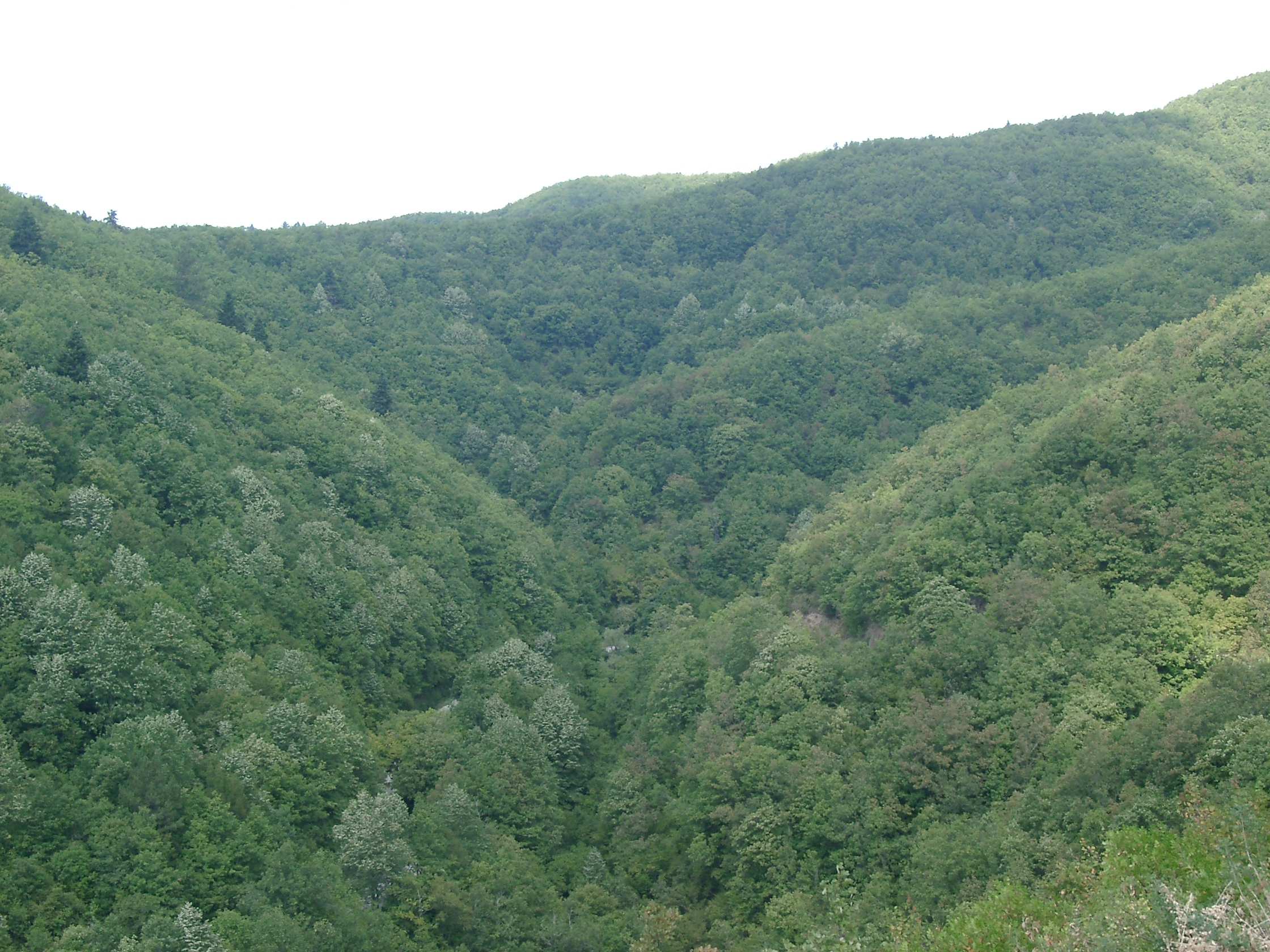
Grüne Hügel in der Region Zagorochoria, Epirus

Epirus gehört heute zu den ärmsten Regionen Griechenlands. Industrie und intensive Landwirtschaft konzentrieren sich um die Hauptstadt Ioannina, in der auch der größte Teil der Bevölkerung lebt. Für den Export werden vor allem Olivenöl und Tabak angebaut. Die Fischerei bietet hingegen nur wenigen Menschen Arbeit, und der Tourismus ist im Vergleich zu anderen griechischen Regionen schwach entwickelt. Hauptanziehungspunkte für Urlauber sind die Küstenregionen zwischen Parga und Preveza und die Gebirgsregionen um das Tsoumerka- und das Tymfi-Massiv mit dem Vikos-Aoos-Nationalpark. Hier finden sich traditionelle Dörfer wie die Zagorochoria.
Die Hafenstadt Igoumenitsa hat sich allerdings zum größten Tor Griechenlands nach Westeuropa entwickelt. Tausende Urlauber nutzen die Anreise über Italien in den Westen Griechenlands.
Im Jahr 2006 lag das regionale Bruttoinlandsprodukt je Einwohner, ausgedrückt in Kaufkraftstandards, bei 70,6 % des Durchschnitts der EU-27.
Im Jahr 2017 betrug die Arbeitslosenquote 24,8 % und lag damit über dem Landesdurchschnitt.